# 杜甫草堂
杜甫草堂，又名杜甫草堂博物馆，位于中华人民共和国四川省成都市青羊区草堂街道青华路38号，浣花溪公园旁，占地24公顷居住于。1961年3月4日公佈為第一批全國重點文物保護單位，2006年12月被中国国家旅游局评为国家4A级旅游景区。

## 历史
唐肃宗乾元二年冬（759年），唐朝诗人、“诗圣”杜甫（712年—770年）为躲避安史之乱，带着家人来到成都，在严武等人的帮助下，花了1年多的时间在浣花溪畔盖起了一座茅屋，并在此居住了3年零9个月。唐代宗永泰元年（765年），严武去世，杜甫一家离开成都，乘舟东下。一年后，766年，唐西川节度使崔宁将杜甫茅屋赠与妻任氏，后者将其改建纳入宅邸，之后将其捐为寺庙。
杜甫在《怀锦水居止二首》中，曾用“万里桥西宅，百花潭北庄”来形容茅屋的位置。中国近现代诗人、学者冯至在他所著《杜甫传》中这样说：“人们提到杜甫时，尽可以忽略他的生地和死地，却总忘不了成都草堂。” 在茅屋居住的约4年里，杜甫共作诗240余首，部分作于草堂的诗包括：
- 《草堂即事》
- 《怀锦水居止二首》
- 《茅屋为秋风所破歌 （页面存档备份，存于）》
- 《凭何十一少府邕觅桤栽》
- 《舍弟占归草堂检校聊示此诗》
- 《春夜喜雨》
- 《蜀相》
- 《绝句四首（其三）》
- 《堂成》
- 《江村》
- 《病枯》
- 《客至》

唐朝末年，诗人韦庄寻得杜甫草堂遗址，并重建茅屋。此后，杜甫草堂历经了宋、元、明、清至今共十四次大规模修葺和扩建。其中最大的两次重修，发生在明弘治十三年（1500年）以及清嘉庆十六年（1811年），基本上奠定了杜甫草堂的规模和布局。

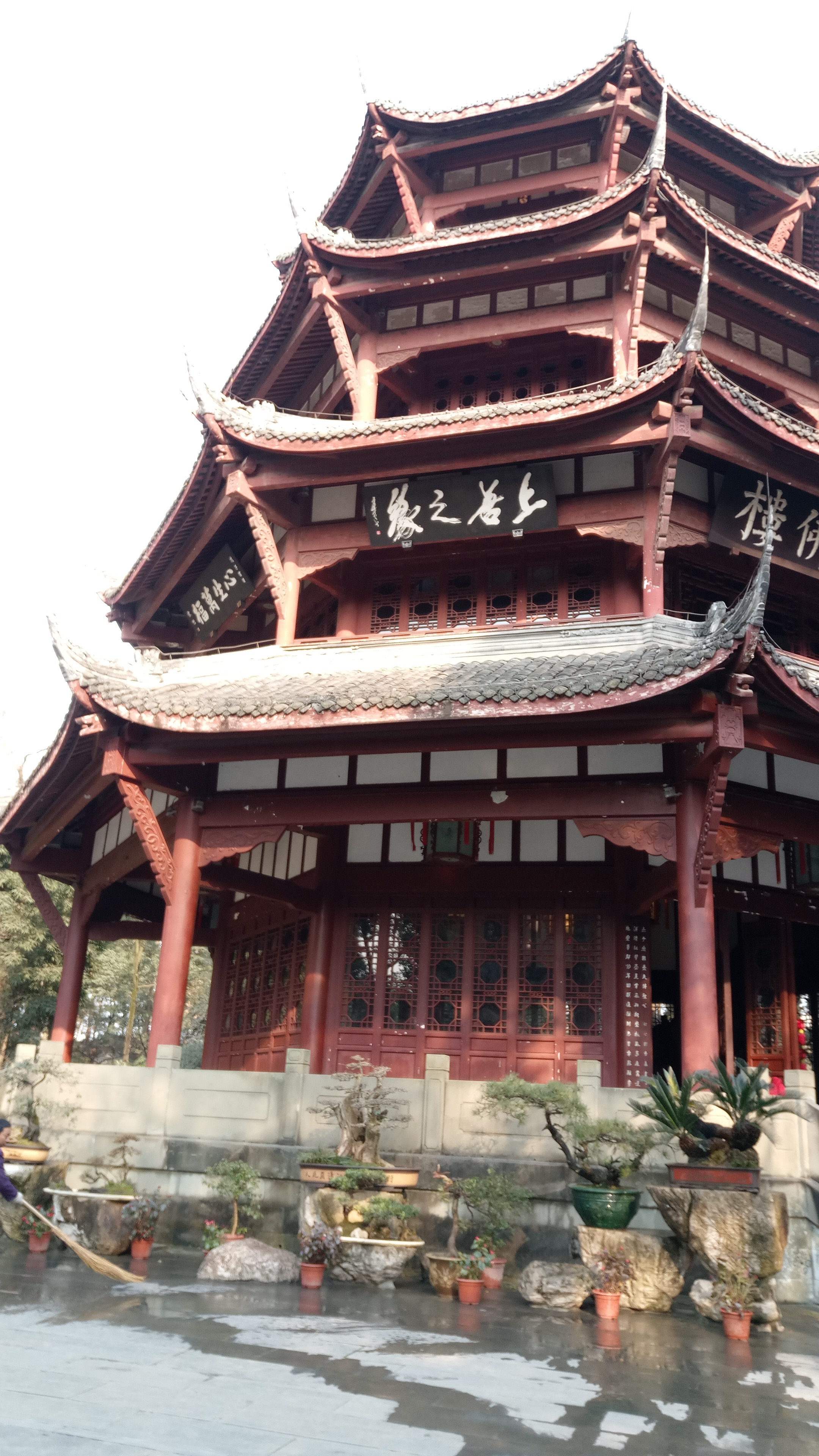
杜甫草堂万佛楼

1949年中华人民共和国成立后，1954-55年建立杜甫草堂纪念馆，1961年3月杜甫草堂被列为第一批全国重点文物保护单位。1961年7月13日被列为四川省第二批文物保護單位。文化大革命期间（1966-1976年），杜甫草堂遭到破坏，变得破败不堪，且在当时“扬李抑杜”的风潮中，杜甫一度被认为是“封建地主阶级”的代言人，园内园外一时间都张贴着大字报、拉着红横幅。文革期间，万佛楼遭到人为破坏被拆除（于2005年重修完成），浣花夫人祠也被毁（于1983年重修）。
1980年7月7日，杜甫草堂被重新公佈為四川省文物保護單位。1985年5月杜甫草堂博物馆成立，2006年12月被国家旅游局评为国家4A级旅游景区，2008年5月被国家文物局评为首批国家一级博物馆。在2008年5月的汶川大地震中，杜甫草堂“杜陵春”是受损最为严重的一处，损坏建筑面积652平方米，根据博物馆提供的重建方案，仅“杜陵春”的修复工程预算就超过了600万元。

## 建筑
草堂屡次经历战火，现有的建筑大都为明弘治十三年（1500）和清嘉庆十六年（1811）所兴建。杜甫草堂大门额匾上刻有郭沫若手书的“杜甫草堂”四字。杜甫草堂分为大雅堂、诗史堂、柴门、工部祠、少陵草堂碑亭等展览区。大雅堂展览大幅壁画《茅屋为秋风所破歌》、《兵车行》以及屈原、陶渊明、李白、王维、苏东坡、李清照、陆游等十二位诗人的雕像。柴门展览区有1997年重建的五开间茅屋故居，室内陈设保留着杜甫时代的样貌；书斋内一张书几，摆放文房四宝， 再现当年杜甫创作伟大诗篇的陈设。茅屋前的石桌和石凳，宛如当年杜甫和朋友吟诗下棋的地方。工部祠展览馆的中文部，陈列着中国从宋代以来历代出版的各种杜甫作品的刻本和铅印本；展览馆的外文部，陈列着杜甫作品的各种文字的翻译本。

### 唐代遗址

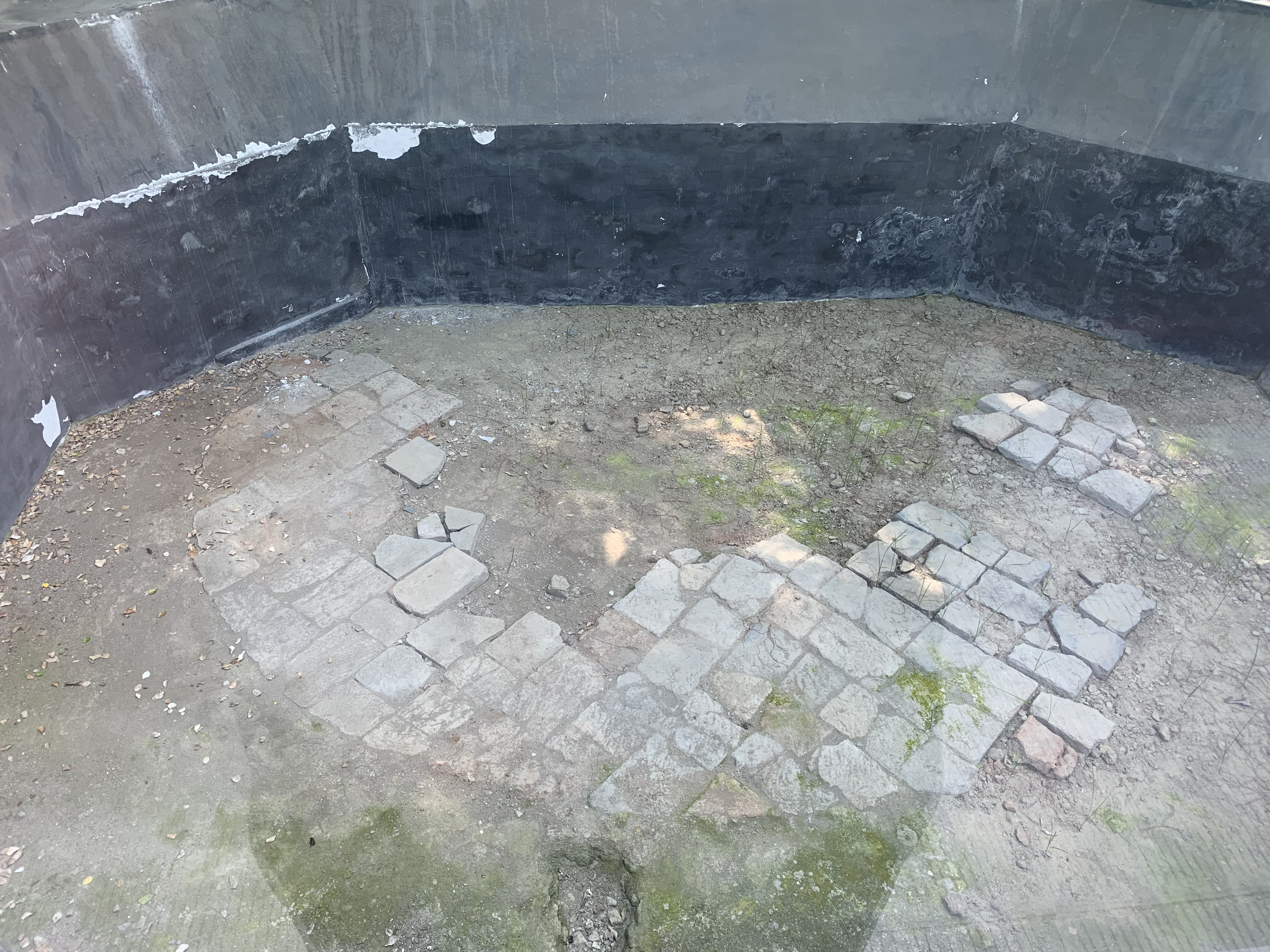
杜甫草堂唐代亭台遗址

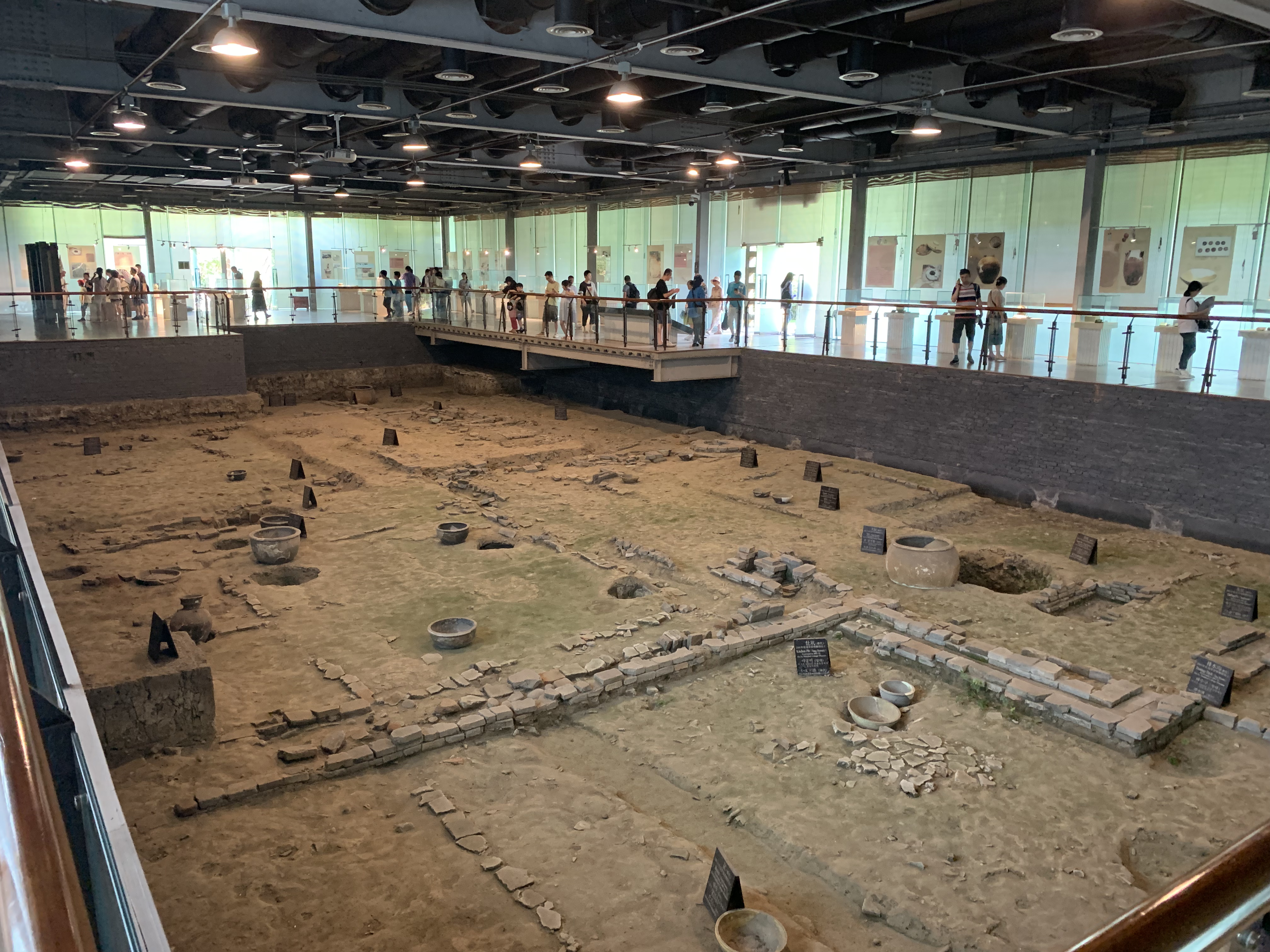
2001-2003年杜甫草堂发掘的唐代遗址

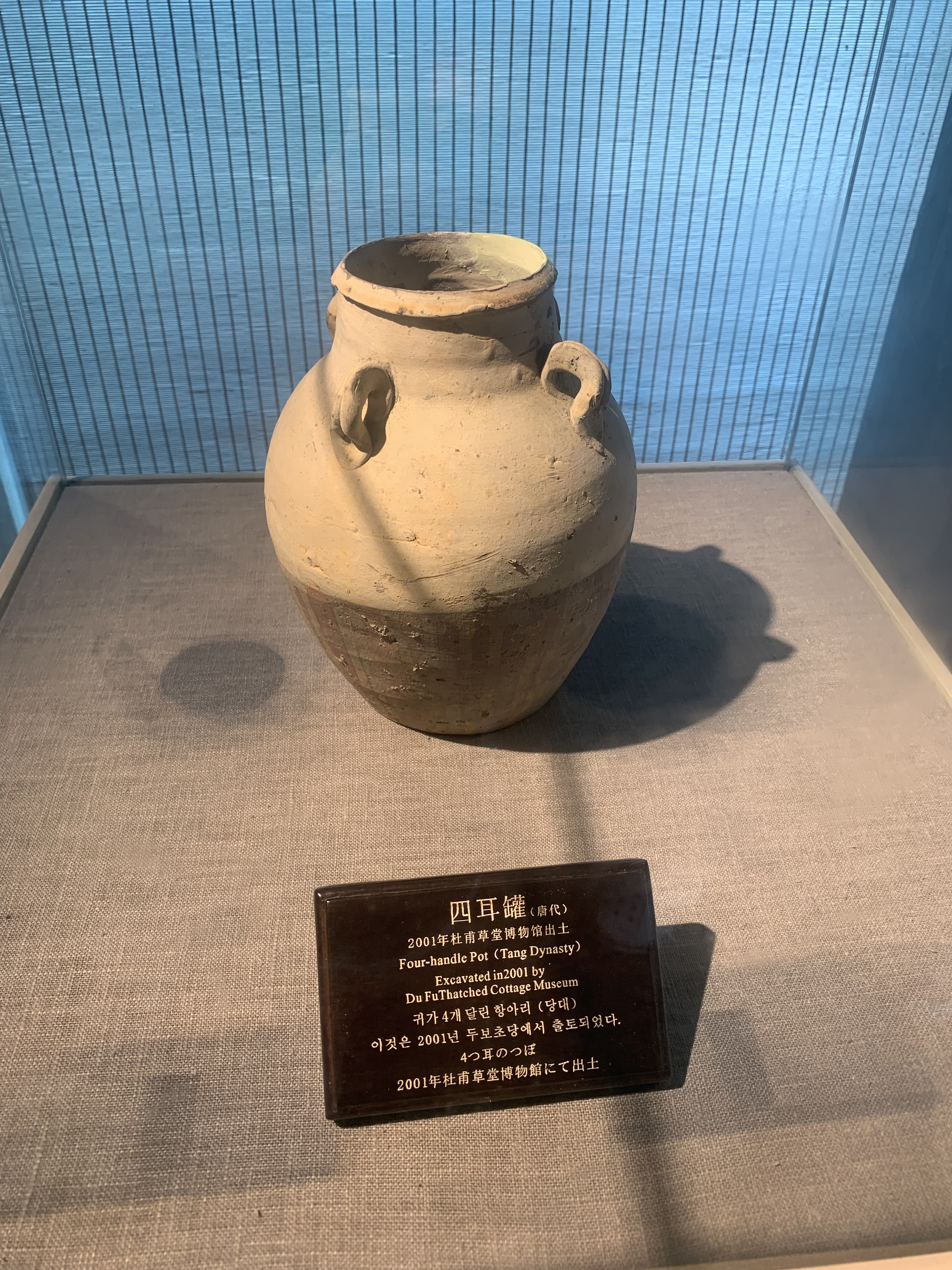
2001年杜甫草堂出土的唐代四耳罐

2001年底，杜甫草堂东北角发掘出大面积的唐代亭台遗址，民居生活遗址和一批唐代文物，丰富了杜甫草堂的历史文化内涵，印证了杜甫当年对居住环境及生活情景的描写。杜甫草堂博物馆在此处原址建立了唐代遗址展览和陈列馆。

## 图集

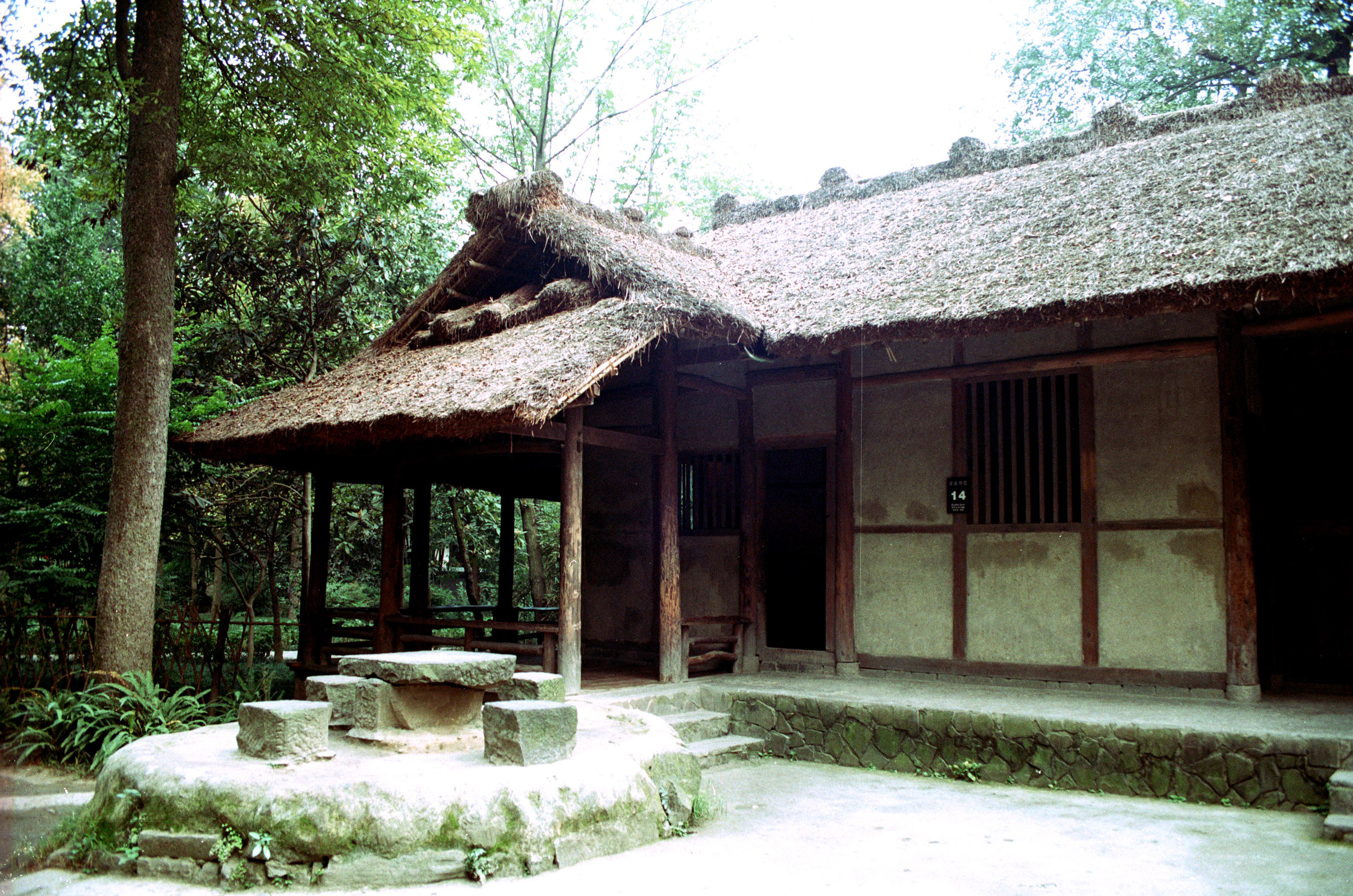
杜甫草堂故居
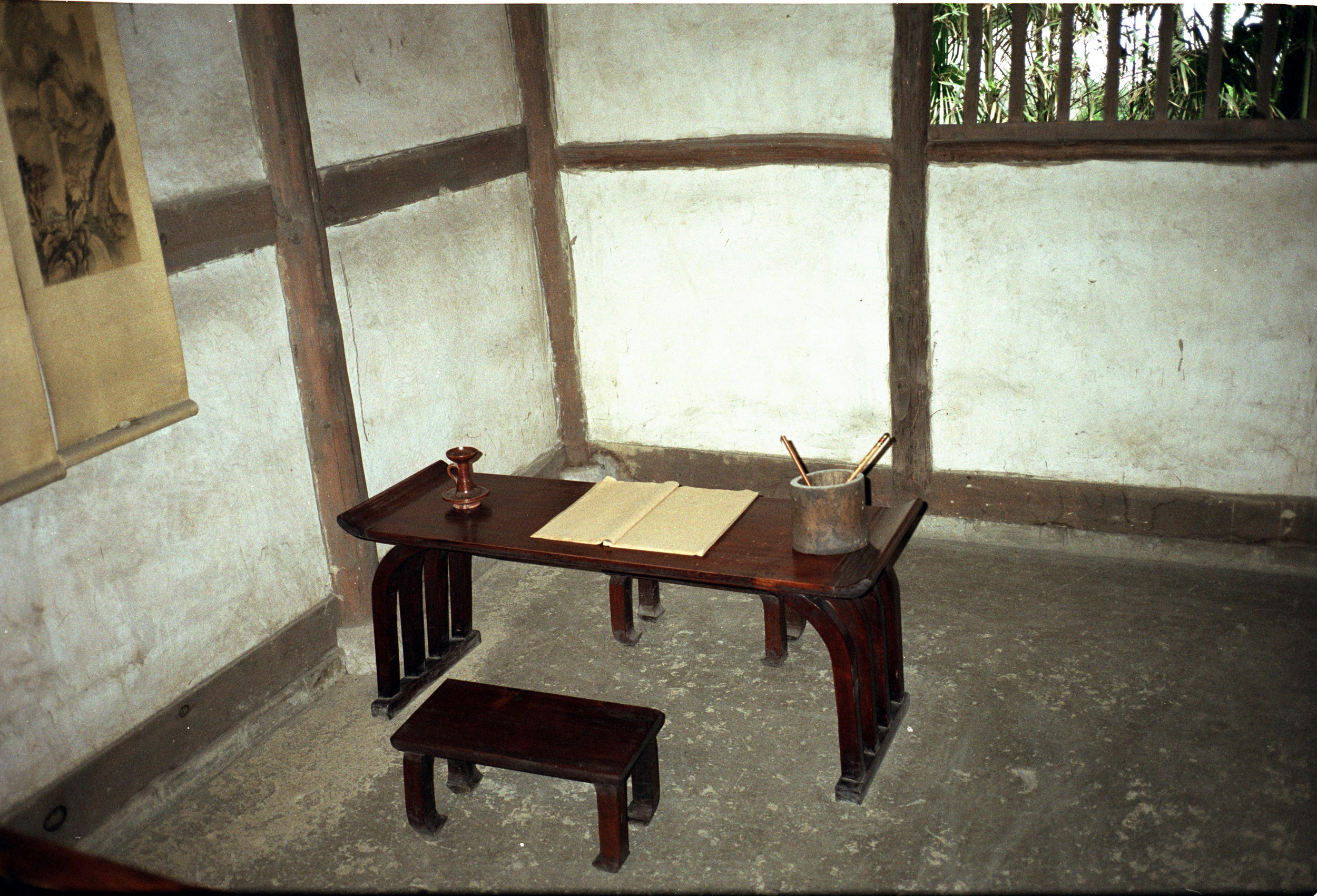
杜甫草堂故居书房
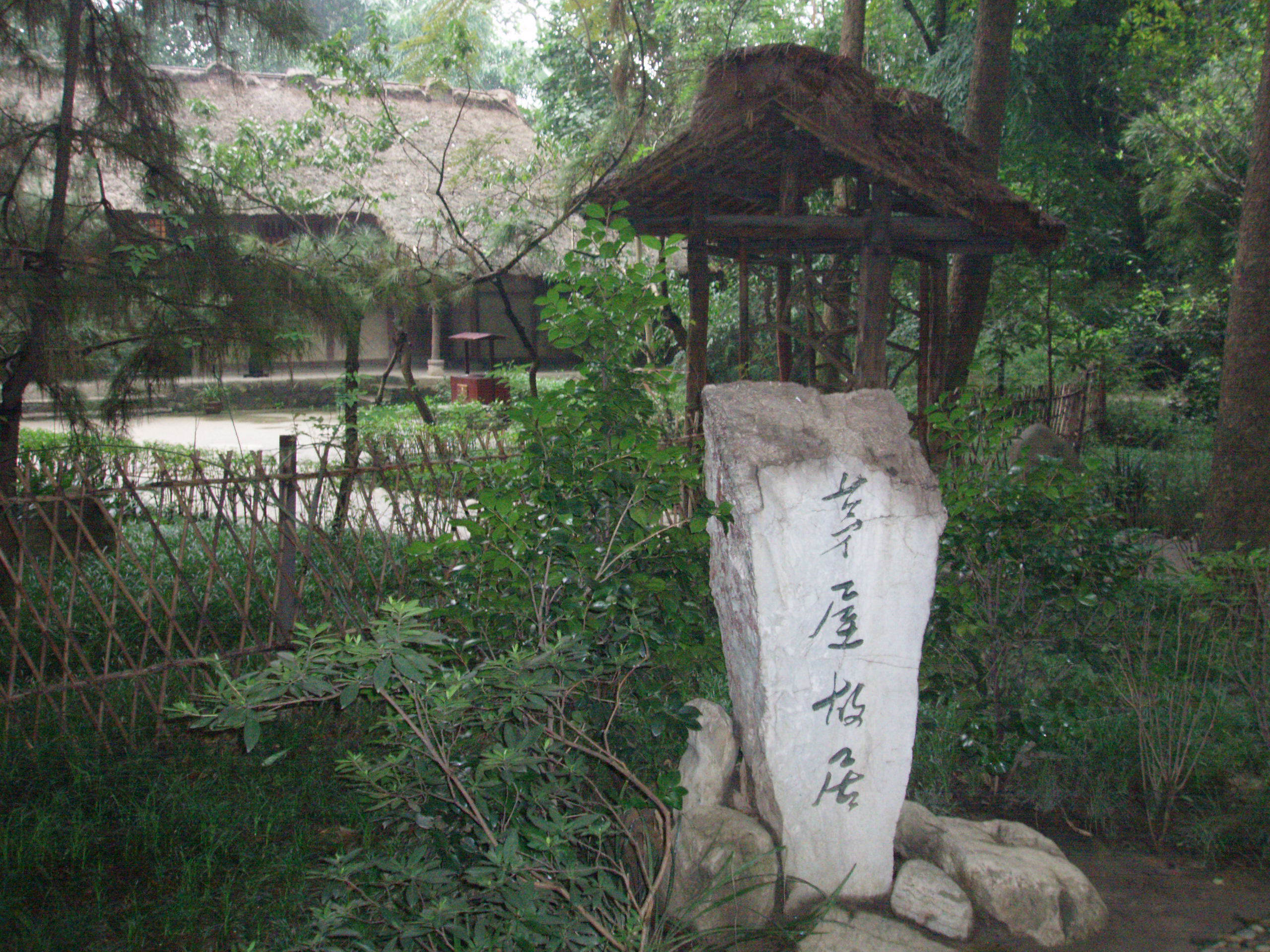
杜甫草堂
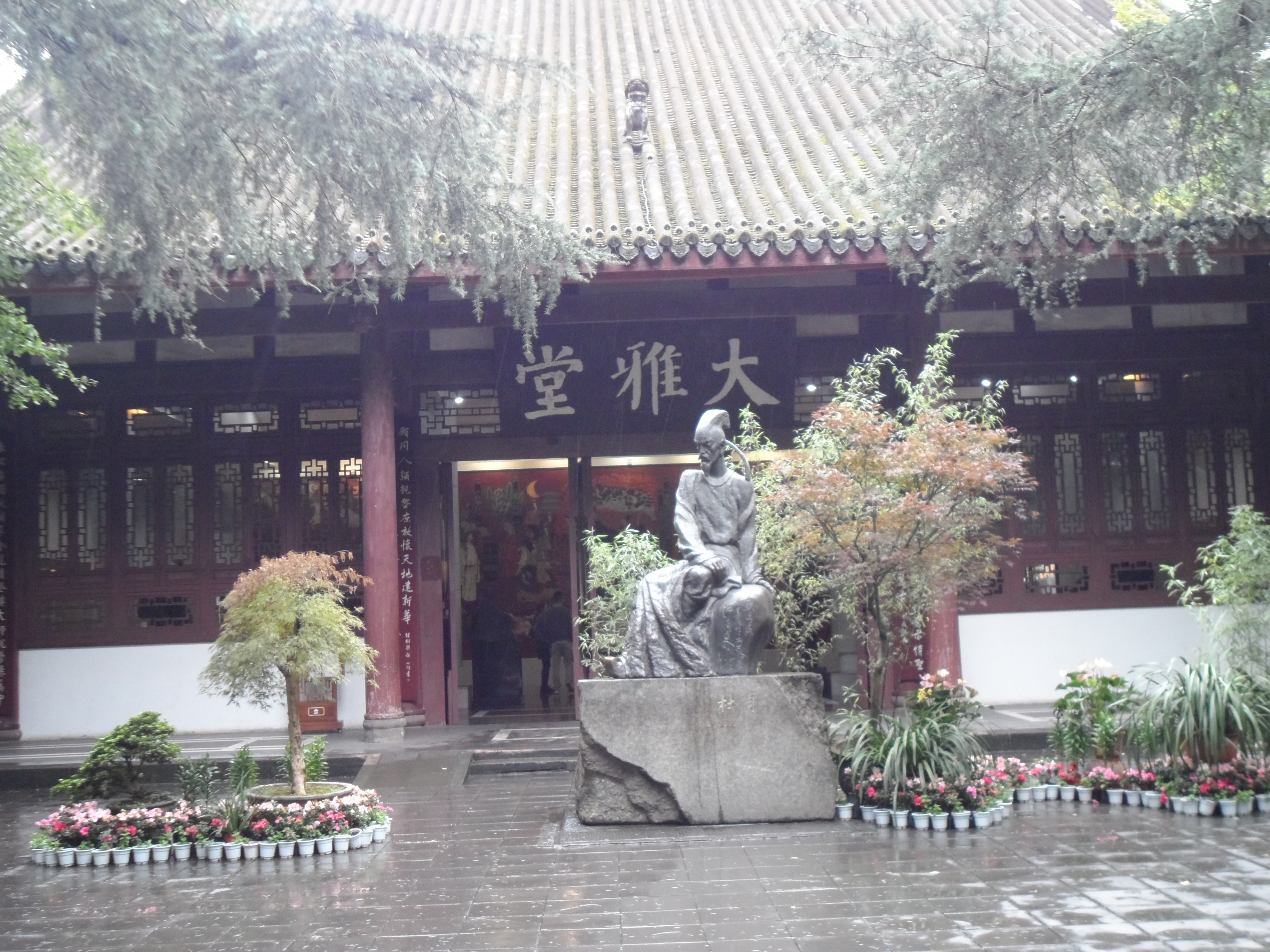
大雅堂
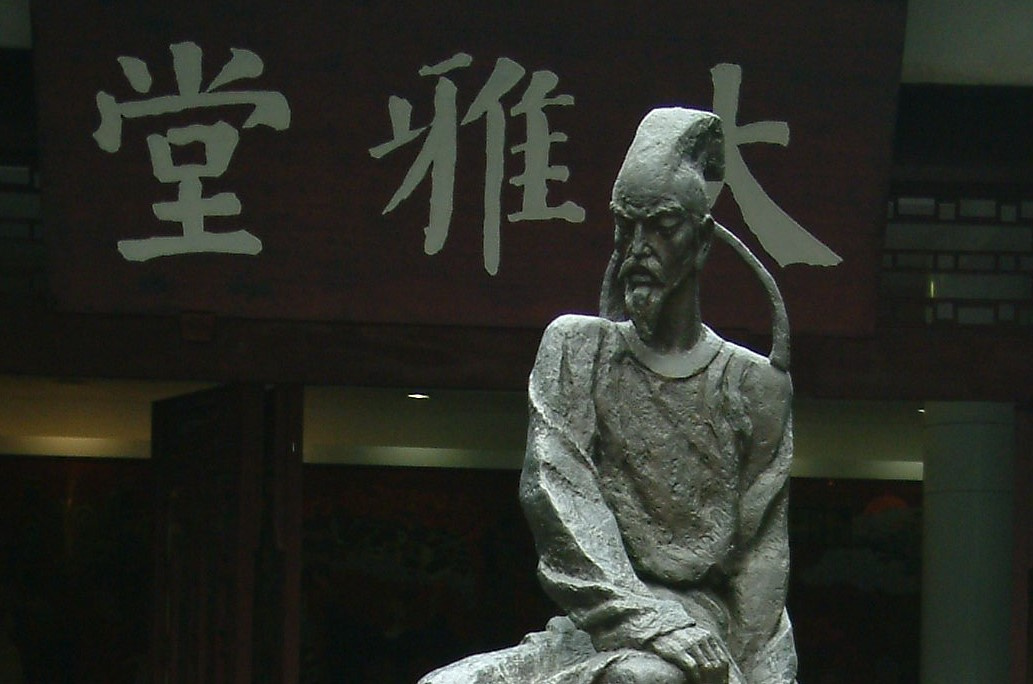
杜甫像
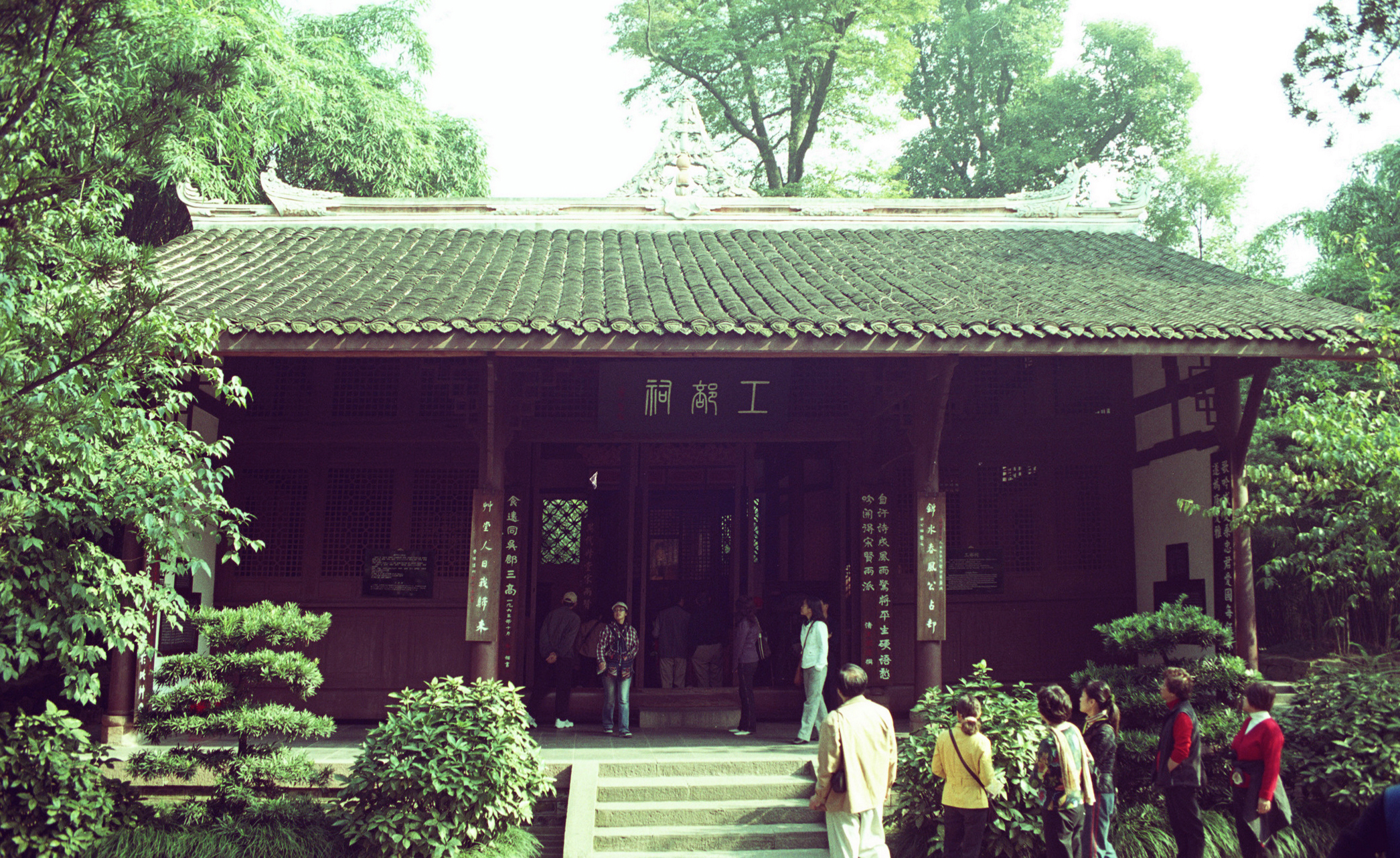
工部祠
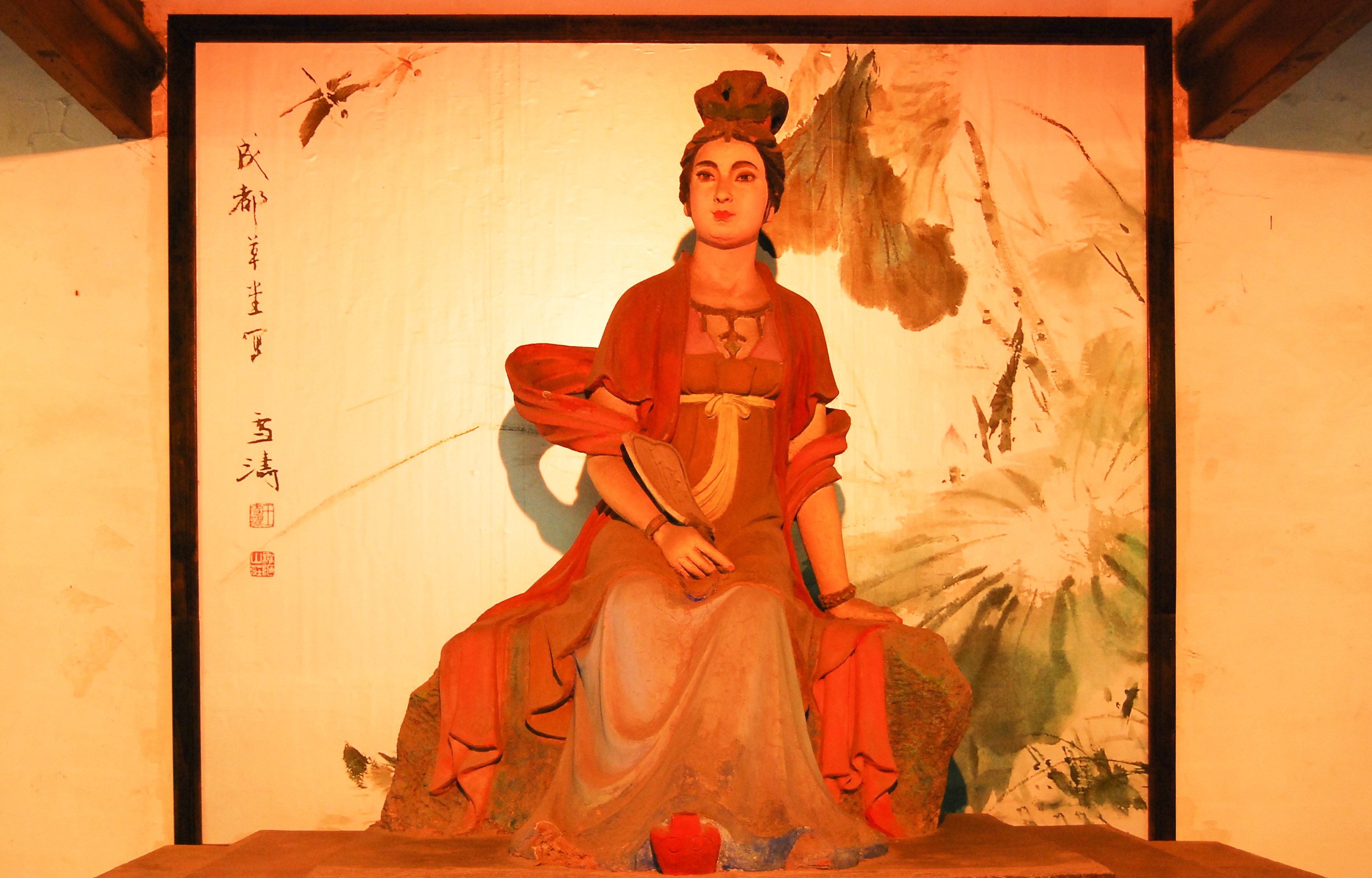
浣花夫人